# Ken Simmons
Kenneth Edwin Laurence Ryder Simmons (* 29. März 1929 in Kenton, Middlesex; † 25. Februar 2002 in Leicester, Leicestershire), häufig auch als Ken Simmons oder K. E. L. Simmons erwähnt, war ein britischer Ornithologe.

## Leben
Simmons verbrachte seine frühe Kindheit in China und besuchte Schulen in London, Wiltshire und Worcestershire. Von 1941 bis 1945 besuchte er das Sacred Heart College in Droitwich. Von 1946 bis 1947 absolvierte er eine Lehrerausbildung am St. Mary’s College in Twickenham und unterrichtete ab 1948 in Reading. Zu dieser Zeit begann er mit der Vogelbeobachtung und trat der British Ornithologists’ Union, der Royal Society for the Protection of Birds und ein Jahr später dem British Trust for Ornithology bei. Während seines Nationaldienstes von 1948 bis 1950 war Simmons in der Suezkanal-Zone in Ägypten stationiert, wo seine Vogelbeobachtungen Material für spätere Veröffentlichungen lieferten. Ab 1947 publizierte er zahlreiche Notizen und Abhandlungen über Vögel. Er interessierte sich besonders für die taxonomischen Zusammenhänge bestimmter einfacher Verhaltensmuster und für die Vogeltaxonomie im Allgemeinen und wurde 1961 in das Directory of Zoological Taxonomists aufgenommen. Er war auch Ausschussmitglied, Protokollführer und Vorsitzender des Reading Ornithological Club.
1958 heiratete er seine Verlobte Marion, die Lehrerin an derselben Schule wie er war. Im Februar 1962 zog er als Schulleiter mit seiner Frau als Assistentin auf die Insel Ascension im Südatlantik. Dort verbrachte er die meiste Zeit mit der Beobachtung und dem Studium des Weißbauchtölpels (Sula leucogaster). Nach ihrer Rückkehr nach England im Jahr 1964 gab das Ehepaar Simmons seine Lehrtätigkeit auf. Zwischen den 1960er und den späten 1990er Jahren unternahm Simmons acht Reisen nach Ascension, um seine Studien über Seevögel fortzusetzen, aber auch, um an den Problemen des Naturschutzes zu arbeiten, mit denen er sich zunehmend beschäftigte. In Zusammenarbeit mit Philip und Myrtle J. Ashmole verfasste er ein Kapitel zu diesem Thema in der Schrift Seabirds on Islands: threats, case studies and action plans (1994) von David N. Nettlefeld, Joanna Burger und Michael Gochfeld.
1965 erhielt Ken Simmons ein Stipendium des Leverhulme Trust, mit dem er sich als Postgraduierten-Student am Institut für Psychologie der University of Bristol einschrieb. 1967 erlangte er einen Master-Abschluss für seine Studien über den Weißbauchtölpel auf Ascension. 1970 wurde er mit der Dissertation The biology of the parent-chick stage in the Great Crested Grebe zum Ph.D. promoviert. Während seiner Zeit in Bristol war er Gründungsmitglied des Bristol Ornithological Club.
Nach seiner Promotion zog Simmons nach Leicester, um mit Uli Weidmann am Institut für Psychologie der University of Leicester über die Balz von Enten zu arbeiten. Stanley Cramp holte ihn in das Redaktionsteam seiner Enzyklopädie The Birds of the Western Palearctic, deren erster Band 1977 veröffentlicht wurde. 1971 begann er mit dem Abschnitt Social Pattern and Behaviour. Im April 1973 wurde er zum zweiten Redakteur ernannt und reduzierte seine Arbeitsstunden an der Universität Leicester. 1975 ermöglichte ihm ein Zuschuss des Scientific Research Council eine Vollzeitbeschäftigung an The Birds of the Western Palearctic, wo er für die Abschnitte Vogelgesang sowie Zusammenfassungen der Familien verantwortlich war. Er schrieb auch Bücher über Haubentaucher, Tölpel und andere Seevögel sowie einen lexikalischen Beitrag über Edmund Selous im Oxford Dictionary of National Biography. Zu seinen Schriften zählen unter anderen die Bücher The Sunning Behaviour of Birds: A Guide for Ornithologists (1984), The Great Crested Grebe (1989) und Brood-division, parental favouritism and parental desertion in the Great Crested Grebe (1997).